# Bitonto
Bitonto (Vetonde en dialecto bitontino, Botontum o Butuntum en latín Bitonto, Bytontinon en griego) es una localidad italiana de 56 302 habitantes ubicada en la provincia de Bari.
Conocida como "la ciudad de los olivos" por las plantaciones que la rodean, desde la antigüedad ha estado ligada a la producción de aceite. El aceite bitontino ya tenía renombre en el siglo XIII, siendo valorado por República de Venecia al triple de precio que cualquier otro de la península itálica. La producción de aceite, perfeccionada durante el siglo XX, constituye todavía hoy el recurso económico más importante de la ciudad. Por otro lado, Bitonto ha dado el nombre al cultivar local Cima di Bitonto.
La ciudad cuenta con un importante centro histórico con numerosas iglesias, entre las cuales destaca la catedral, en estilo románico de Apulia, así como varios edificios del renacimiento, tales como: el Palazzo Sylos-Calò y el Palazzo Sylos-Vulpano.
Bitonto es sede de la primera galería nacional de la Apulia y del museo diocesiano más grande del mezzogiorno.
El 26 de mayo de 1734 la ciudad fue el escenario de la Batalla de Bitonto entre Austria y los Borbones, que llevó definitivamente al Reino de Nápoles de nuevo a manos de España.

## Evolución demográfica
| Gráfica de evolución demográfica de Bitonto entre 1861 y 2001 |
|                                                               |
| Fuente ISTAT - elaboración gráfica de Wikipedia               |